# بوينغ طراز 2
بوينغ طراز 2 (بالإنجليزية: Boeing Model 2)‏ هي طائرة تدريب من صناعة بوينغ.</ref> كان أول طيران لها في 15 نوفمبر 1916. صنع منها 56 طائرة.

## مواصفات  (Model 3)
البيانات من Boeing: History
الخصائص العامة
- طاقم: two
- طول: 27 قدم 0 بوصة (8.23 م)
- باع الجناح: 43 قدم 10 بوصة (13.36 م)
- ارتفاع: 12 قدم 7 بوصة (3.84 م)
- مساحة الجناح: 495 قدم2 (46.0 م2)
- الوزن فارغة: 1,898 رطل (861 كـغ)
- الوزن الإجمالي: 2,395 رطل (1,086 كـغ)
- محركات: 1 × Hall-Scott A-7A engine , 100 حصان (75 كـو)

أداء
- السرعة القصوى: 72.7 ميل/س (117 كم/س؛ 63 عقدة)
- سرعة العبور: 65 ميل/س (56 عقدة؛ 105 كم/س)
- مدى: 200 ميل (174 nmi؛ 322 كـم)
- سقف الخدمة: 6,500 قدم (1,981 م)